# Neamia articycla
Neamia articycla és una espècie de peix pertanyent a la família dels apogònids que es troba al Pacífic occidental central: Austràlia, Indonèsia, les illes Filipines i Fiji.
És un peix marí, associat als esculls i de clima tropical que viu entre 8 i 40 m de fondària en àrees ocupades per algues del gènere Halimeda i el corall Seriatopora hystrix. És inofensiu per als humans.

## Morfologia
Pot arribar a fer 3,6 cm de llargària màxima. El color del cos va del vermell al marró. Les aletes són pàl·lides. 7-8 espines i 9 radis tous a l'aleta dorsal i 2 espines i 8 radis tous a l'anal. 24 vèrtebres. Presenta una taca circular i fosca a l'opercle.